# 臬台衙門 (南昌)
臬台衙門，即江西按察使衙门，位於今江西省南昌市民德路與象山北路的交界處，南昌市第一醫院周圍。衙門建築始建於元朝的延祐年間，起初是作為百姓鳴冤告狀之處。它与抚台衙门、藩台衙门、道尹衙门合称清代南昌四大衙门。
北伐戰爭期間，臬台衙門建筑大部已损毁，被改造為監獄，方志敏曾被羈押於此。1949年以後，臬台衙門被改作南昌市第一醫院。